# Tartigny
Tartigny je francouzská obec v departementu Oise v regionu Hauts-de-France. V roce 2012 zde žilo 275 obyvatel.

## Sousední obce
Bacouël, Beauvoir, Breteuil, Chepoix, Le Mesnil-Saint-Firmin, Rocquencourt, Rouvroy-les-Merles

## Vývoj počtu obyvatel
Počet obyvatel 